# Куйбышево (Краснощёковский район)
Куйбышево — село в Краснощёковском районе Алтайского края. Входит в состав Маралихинского сельсовета.

## История
Основано в 1929 г. в связи с образованием госплемсовхоза «Покровский».

## Население
| 1997 | 1998  | 1999  | 2000  | 2001 | 2002 |
| ---- | ----- | ----- | ----- | ---- | ---- |
| 1053 | ↗1080 | ↘1067 | ↘1042 | ↘995 | ↘918 |
| 2003 | 2004  | 2005  | 2006  | 2007 | 2008 |
| ↘886 | ↘853  | ↘843  | ↘768  | ↗775 | ↘770 |
| 2009 | 2010  | 2011  | 2012  | 2013 |      |
| ↘711 | ↘704  | ↗705  | ↘667  | ↘631 |      |

Национальный состав
Согласно результатам переписи 2002 года, в национальной структуре населения русские составляли 91 %.